# Lassarrade
Lassarrade est un quartier situé au nord-ouest de la commune de Bardos.
Son nom basque est Sarrada et son nom gascon est La Sarrada.

## Géographie
Lassarrade fait partie de la province basque du Labourd.

### Hydrographie
Les terres du quartier sont arrosées par deux affluents de l'Adour, la Joyeuse et la Bidouze.
Des affluents de la Joyeuse, le Marmareko erreka, les ruisseaux de Lartasso et du Termi et l'Eiheraxaharko erreka ainsi que le tributaire de ce dernier, le ruisseau Ithurriague, traversent également le quartier.
Enfin des affluents de la Bidouze, les ruisseaux d'Armoun et le Lihoury et les tributaires de celui-ci, les ruisseaux Arbéroue (ainsi que l'affluent de ce dernier, le ruisseau de Jouan de Pès) et le Gelous (ainsi que l'affluent de ce dernier, le ruisseau d'Appat), sont aussi présents sur le territoire de Lassarrade.

### Lieux-dits et hameaux
Le quartier Lassarrade est composé de diverses maisons réparties à travers les lieudits suivants :
- Azkaratea ;
- Beihalde ;
- Habaintx ;
- (le) Sabalan ;
- Saudan.

### Communes limitrophes
- Guiche à l'est
- Urt à l'ouest

## Toponymie
| Cadastre napoléonien 1818 | Matrice cadastrale 1818 | Toponyme actuel IGN | Graphie normalisée basque | Graphie normalisée occitane |
| ------------------------- | ----------------------- | ------------------- | ------------------------- | --------------------------- |
|                           | Alsussoquou             |                     | Haltzuzoko                |                             |
| Beyhalde                  |                         | Beihalde            | Behialde                  |                             |
| Burgain                   |                         |                     | Burgain                   |                             |
| Lassarrade / La Serrade   |                         | Quartier Lassarade  | Sarrada                   | La Sarrada                  |
|                           |                         | (le) Sabalan        |                           |                             |
| Saudan                    | Saudan                  | Saudan              |                           | Saudan                      |

## Noms des maisons
| Cadastre napoléonien 1818 | Matrice cadastrale 1818  | Toponyme actuel IGN | Graphie normalisée basque | Graphie normalisée occitane |  |
| ------------------------- | ------------------------ | ------------------- | ------------------------- | --------------------------- |  |
| Aguer                     | Aguerre                  | (disparue)          | Agerrea                   |                             |  |
| Amestoy (sic)             | Amestoy (sic)            | (disparue)          | Ameztegia                 |                             |  |
|                           | Anso                     | (disparue)          | Antsoenea                 |                             |  |
| Ancho                     | Ancho                    | Antxoa              | Antxotegia                |                             |  |
| Arlan                     | Arlan                    | Arlan               | Arlantegia                |                             |  |
| Arrancet                  | Arancet                  | (disparue)          | Arrantzeta                |                             |  |
| Arricau                   |                          | Arricaou            |                           | Arricau                     |  |
|                           | Artigaux                 | (disparue)          |                           | Artigaus                    |  |
| Ascarat                   | Ascarat                  | Azkaratea           | Azkaratea                 |                             |  |
| Atho                      | Atho                     | Attoa               | Attoenea                  |                             |  |
| Bachocq                   | Bachoc                   | (disparue)          |                           |                             |  |
| Baylia                    | Bailia                   | Bailia              | Baileaenea                | Lo Baile                    |  |
| Bellegarde                | Bellegarde               | Bellegarde          | Belegardea                | Bèraguarda                  |  |
|                           | Maison de darré          | (disparue)          | Belegardetxipia           | Bèraguarda Petit            |  |
|                           | Maysounave               | Belloc              |                           | Maisonava / Bèthlòc         |  |
|                           | Bentagaray               | (disparue)          | Bentagaraia               |                             |  |
| Berhabe                   | Berhabe                  | Berhabea            | Berhabea                  |                             |  |
| (n'existe pas)            | (n'existe pas)           | Bernata             | Bernatenea                |                             |  |
| Berrio                    | Berrio                   | (disparue)          | Berrioenea                |                             |  |
| Bethan                    | Bethan                   | (disparue)          |                           |                             |  |
| Bidegain                  | Bidegain                 | Bidegaina           | Bidegainea                |                             |  |
| Bordechouri               | Bordechouri              | Bordaxuria          | Bordaxuria                |                             |  |
| Borde                     | Borde d'Ascarat (grange) | (disparue)          | Azkarateko borda          |                             |  |
| Borda                     | Bergerie (grange)        | (disparue)          | Urtubiko borda            |                             |  |
|                           | Borde (grange)           | (disparue)          | Etxebeheitiko borda       |                             |  |
| Borda                     | Sabalain (grange)        | (disparue)          | Harrietako borda          |                             |  |
| (n'existe pas)            | (n'existe pas)           | Borde Joliberry     | Jauriberriko borda        |                             |  |
|                           | Borde Lurberrie (grange) | (disparue)          | Lurberrietako borda       |                             |  |
| Borda                     | Borde Martinou (grange)  | (disparue)          | Martinotegiko borda       | Bòrda Martinon              |  |
| Borda                     | Borde Pasoraya (grange)  | (disparue)          | Pagasorhaiko borda        |                             |  |
| Borda                     | Borde Suhas (grange)     | (disparue)          | Zuhaztiko borda           |                             |  |
| Burgues                   | Burgues                  | Burgu               | Burgua                    |                             |  |
| Castella                  | Castela                  | Castella            | Kaztelaenea               | Castelà                     |  |
| Castélateguy              | Castellateguy            | Kaztelategia        | Kaztelategia              | Castelatègui                |  |
|                           | Castet                   | (disparue)          | Kaztetenea                | Castèth                     |  |
|                           | Chandiou                 | Chandieu            |                           | Shandiu                     |  |
| Chaubadon                 | Chaubadon                | Chaubadon           |                           | Sauvadon                    |  |
| Chichart                  | Chichart                 | (disparue)          | Xisartea                  |                             |  |
| Chory                     | Chory                    | (disparue)          | Txoritegia                |                             |  |
| Colombost                 | Colombots                | (disparue)          | Kolonbotzea               | Colombòs                    |  |
| Cruchet                   | Cruchet                  | Kurutxeta           | Kurutxeta                 |                             |  |
|                           | Elissagaray              | (disparue)          | Elizagaraia               | Eliçagarai                  |  |
| Errecachipi               | Errecachipi              | (disparue)          | Errakatxipia              | Errecashipi                 |  |
|                           | Estanquet                | Estanquet           |                           |                             |  |
| Etchebeheyty              | Etchebeheity             | Etxebeheitia        | Etxebeheitia              | Echebeheiti                 |  |
|                           | Etcheto                  | (disparue)          | Etxetoa                   | Echetò                      |  |
| Galbarrette               | Galbarrette              | (disparue)          | Galbarreta                | Galbarret                   |  |
| Galharrague               | Galharrague              | Galharraga          | Galharraga                | Galarraga                   |  |
| Gelous                    | Jalous                   | Jelosea             | Jelosea                   | Jelós                       |  |
| Greciet                   | Graciet                  | Gerezieta           | Gerezieta                 | Greciet                     |  |
| Guichambide               | Guichanbide              | (disparue)          | Gixunbidea                | Guishonbide                 |  |
| Habains                   | Habinz                   | Habaintx            | Habantxea                 | Habanch                     |  |
| (n'existe pas)            | (n'existe pas)           | Harginenea          | Harginenea                | Duclèrc                     |  |
| Harichouriet              | Harichouriet             | (disparue)          | Harrixurieta              | Harrishoriet                |  |
| Harriet                   | Harriet                  | Harrieta            | Harrieta                  | Harriet                     |  |
| Harismendi                | Harismendy               | Harizmendia         | Harizmendia               | Harismèndi                  |  |
| Haristoy                  | Haristoy                 | (disparue)          | Hariztoia                 | Haristòi                    |  |
| Harriet (sic)             | Heguist                  | Heguis              | Hegistegia                | Heguist                     |  |
| Hodi                      | Hody                     | (disparue)          | Hodia                     | Hòdi                        |  |
| Ilanteguy                 | Ilanteguy                | Ilantegia           | Ilantegia                 | Ilantègui                   |  |
| Irigoïn                   | Irigoin                  | Irigoina            | Irigoienea                | Irigònh                     |  |
|                           | Jambon                   |                     | Janboenea                 | Janbon                      |  |
| Joliberri                 | Jauliberry               | Jauregiberri        | Jauriberria               | Jauribèrri                  |  |
| Landaberry                | Landaberry               | Landaberria         | Landaberria               | Landabèrri                  |  |
| Larcebaou                 | Larcebeau                | Larzabalea          | Larzabalea                | Larçabau                    |  |
|                           | Case                     | (disparue)          | Lardagaraia               | Lardagarai                  |  |
|                           | Case                     | (disparue)          | Lardagaraitxipia          | Lardagarai Petit            |  |
|                           | Larralde                 | (disparue)          | Larraldea                 | Larralde                    |  |
| Leysarrague               | Leysarrague              | Leizarraga          | Leizarragagaraia          | Leiçarraga de haut          |  |
| Leysarrague de bas        | Leysarrague de bas       | Leizarragabeherea   | Leizarragabeherea         | Leiçarraga de baish         |  |
| Lichabe                   | Lichabe                  | Lixabea             | Lixabea                   | Lishabe                     |  |
| Luberriet                 | Lurberriet               | Lurberrieta         | Lurberrieta               | Lurberriet                  |  |
| Labiaguerre (sic)         | Mans                     | (disparue)          | Manea                     | Man                         |  |
|                           | Martienne                | (disparue)          | Martienea                 | Martin                      |  |
| Martinou                  | Martinon                 | Martinon            | Martinotegia              | Martinon                    |  |
| Mauhourat                 | Mauhourat                | (disparue)          | Mauhurata                 | Mauhorat                    |  |
| Molio                     | Mollio                   | Maulio              | Maulioenea                | Mauliò                      |  |
|                           | Mendiberri               |                     | Mendiberria               | Mendibèrri                  |  |
| Minhoua                   | Minhoua                  | Minhoa              | Minhoa                    | Minò                        |  |
| (n'existe pas)            | (n'existe pas)           | Noguès              | Nogesenea                 | Noguèrs                     |  |
| Borde                     | Lardegarayco borde       | Oihanbazterra       | Oihanbazterrea            | Oihanbastèr                 |  |
| Pagouague                 | Pagouague                | Pagoaga             | Pagoaga                   | Pagoaga                     |  |
| Passorraye                | Parsohaye                | Passorhaye          | Pasorhaia                 | Pasorai                     |  |
| Penauch                   | Penauch                  | (disparue)          | Penauxenea                | Penaush                     |  |
| Pinaqui                   | Pinaqui                  | (disparue)          | Pinakia                   | Pinaqui                     |  |
| Pibon                     | Pigon                    | (disparue)          | Pigunea                   | Pigon                       |  |
| (n'existe pas)            | (n'existe pas)           | (le) Pont de l'Aran | Arhaneko zubia            | Lo Pont de l'Arhan          |  |
| Port                      | Port                     | Le Port             | Portua                    | Lo Pòrt                     |  |
| Prechan                   | Prechan                  |                     | Prexaenea                 | Preshà                      |  |
| Mans (sic)                | Rencontre                | (disparue)          | Errenkontraenea           | Rencontra                   |  |
| Borda                     | Parsohaye                | Sarthou             | Sartutegia                | Lo Sarto                    |  |
| Suhast                    | Suhas                    | Zuhaztia            | Zuhaztia                  | Suhast                      |  |
|                           | Tantoa                   | Tantoa              | Tantoa                    | Tanto                       |  |
|                           | Thoutou                  | (disparue)          | Ttuttuenea                | Lo Chocho                   |  |
| Indiano                   | Indiano                  | (les) Tilleuls      | Indianotegia              | Los Tilhs                   |  |
|                           | Urrusty                  |                     | Urruztia                  | Urrusti                     |  |
| Urthubia                  | Elguia                   | (disparue)          | Urtubia                   | Urtubi                      |  |

## Personnalités liées à Lassarrade

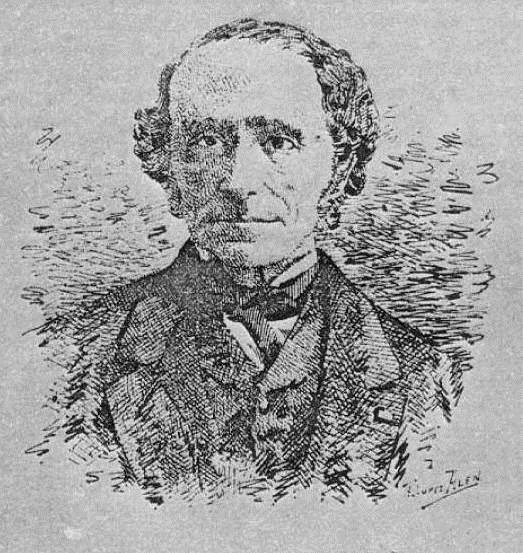
Jean-Pierre Duvoisin, écrivain basque, vécut maison Etxebeheitia.

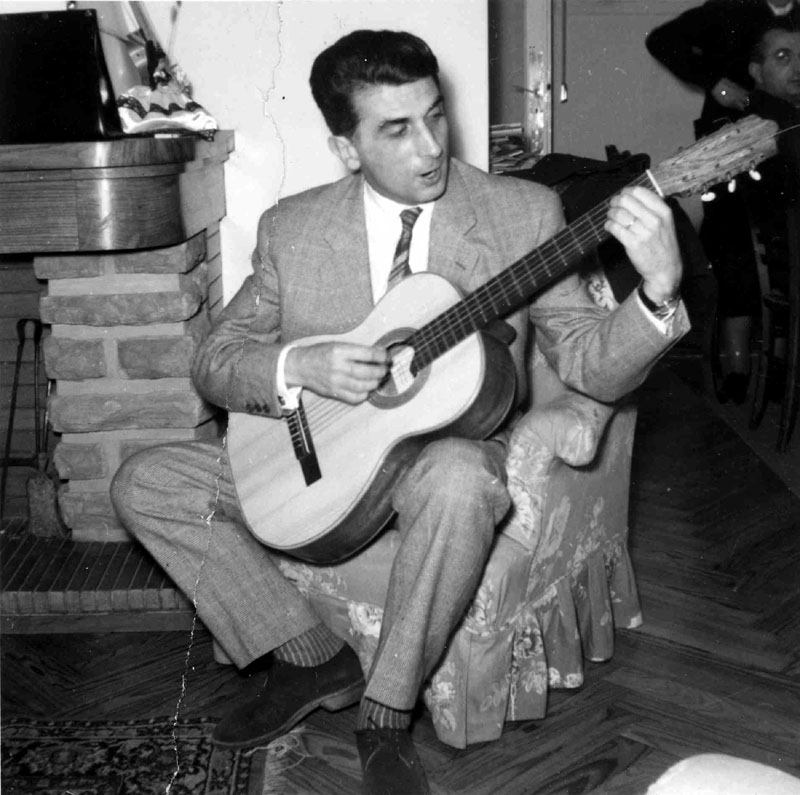
Michel Labéguerie, sénateur originaire de la maison Attoa.

- Pierre Damestoy : notaire et syndic général du Biltzar du Labourd de 1770 à 1777, il vécut dans la maison Etxebeheitia[3].
- Jean-Pierre Duvoisin : capitaine de douanes et écrivain basque, il vécut aussi dans la maison Etxebeheitia[4].
- Michel Labéguerie : sénateur abertzale de tendance démocrate-chrétienne, son père était originaire de la maison Attoa[5].
- Dominique de Lissabe : capitaine de navires et corsaire, il est originaire de la maison Lixabea[6].

### Lienx externes
- Site de la mairie de Bardos